# Porto Novo (Republica Capului Verde)
Porto Novo este un oraș în Santo Antão în Republica Capului Verde.